# Marie Munzinger
Marie „Mizzi“ Munzinger (* 10. April 1885 in Tisza Földvar; † 4. Juli 1952 in São Paulo) war eine Schweizer Lehrmittel-Autorin.

## Leben
Munzinger wurde im ungarischen Tisza Földvar als Tochter eines Schweizer Ingenieurs und einer deutschen Mutter geboren. Um 1891 kehrte die Familie in den Heimatort des Vaters nach Olten (Schweiz) zurück. Marie absolvierte die Lehrerinnenausbildung am Seminar in Aarau. Danach verliess sie 1906 die Schweiz und reiste nach China, wo sie rund ein Jahr in der Industriestadt Hanyang als Erzieherin in einer europäischen Familie arbeitete. Nach mehrmonatigem Aufenthalt in Russland kehrte sie 1907 nach Olten zurück. Hier wirkte sie einige Jahre als Primar- und Musiklehrerin. Im Herbst 1919 wanderte sie nach Brasilien aus, wo sie nicht nur unterrichtete, sondern sich auch als Autorin und Illustratorin an der Entstehung mehrerer Lehrmittel (Englisch und Französisch) beteiligte.

## Schulbücher
- English For Young Students And Beginners, Companhia Editora Nacional, SP, 1950
- English Segunda Série Ginasial, Companhia Editora Nacional, SP, 1949
- English Quarta Série Ginasial, Companhia Editora Nacional, SP, 1951
- Cours de Français Pour les Petits, Companhia Editora Nacional, SP
- mit Louise Jaquier: Methode Directe de Français: Français 1ere année, 1949
- mit Louise Jaquier: Français Première, 1955